# Diaspora arménienne en France
Les Arméniens de France (en arménien Ֆրանսահայեր) sont les personnes d'origine arménienne vivant en France.

## Démographie
Il y avait environ 600 000 Arméniens en France en 2011 (dont 400 000 nés en France) selon des estimations du Comité de défense de la cause arménienne (CDCA) et du Centre de recherches sur la diaspora arménienne (CRDA), mais le président du CRDA déclarait en même temps que « Tout recensement précis est impossible dans ce domaine ». Hratch Varjabedian, directeur du Bureau français de la cause arménienne, parlait à la même époque de 400 000 électeurs français d'origine arménienne,.
Selon l'INSEE, en 2008, il y avait en France métropolitaine 14 732 personnes nées en Arménie ainsi que 1 704 enfants de moins de dix-huit ans nés en France et d'origine arménienne.
La communauté est concentrée principalement à Marseille (principale ville de débarquement des Arméniens après le génocide où la communauté actuelle est estimée à 80 000 personnes), Lyon, Valence, Paris et sa banlieue : principalement à Arnouville, Alfortville (9 000 personnes), Clamart, Châtillon et Issy-les-Moulineaux.
Concernant Lyon la communauté arménienne est localisée principalement dans la périphérie (150 000 personnes), notamment à Décines-Charpieu, surnommée « La Petite-Arménie ».

## Histoire

### Marchands de la Renaissance
Il faut remonter au XVe siècle pour voir des marchands arméniens présents dans le port de Marseille. Cette communauté arménienne, par ses liens avec l'Orient, est la première à importer des indiennes et à initier des artisans locaux à leur reproduction, avec des peintures colorées.
Leur présence amène le ministre Jean-Baptiste Colbert à créer en 1669 le port franc de Marseille des Arméniens. Ruinés par la chute de Candie, ils rejoignent la ville. Appelés chofelins, ils apprennent aux maîtres cartiers marseillais à peindre les cotonnades de façon différente. Ils maîtrisent en effet la technique des « indiennes de Masulipatnam », appelée aussi Machilipatnam.

### Immigration moderne
Ce sont essentiellement les immigrations de la fin du XIXe et du début du XXe siècle qui amènent à Marseille la majorité de sa population arménienne actuelle. Comme c'est aussi souvent le cas pour la diaspora arménienne dans le monde, la plupart des Arméniens de France immigrent après le génocide arménien de 1915. Les arméniens ont fuient l'Empire Ottoman par bateau et traverse la Méditerranée avant de s'installer dans des conditions difficiles, notamment dans les alentours de Marseille. En effet, l'installation à la périphérie permet, via des activités d'agriculture d'améliorer très relativement les conditions de vie comme en témoigne cet extrait sonore pour la région de Berre-l'Étang.
Durant l'entre-deux-guerres, ce sont des dizaines de milliers de réfugiés arméniens qui arrivent à Marseille. Si certains s'y installent, d'autres remontent la vallée du Rhône et essaiment à Valence, Vienne, Lyon. Ils suivent la voie ferrée Marseille-Lyon-Paris, axe majeur à l'époque, à la recherche d'emplois. Des communautés arméniennes s'implantent alors dans les villes industrielles du sud de la capitale : Alfortville, Clamart, Meudon, Chaville, Issy-les-Moulineaux.
Dans les années 1970, la communauté arménienne en France se voit renforcée par l'arrivée de réfugiés libanais d'origine arménienne fuyant la guerre civile dans leur pays.

### AuXXIesiècle
À l'automne 2020, dans le contexte de la guerre au Haut-Karabagh, les tensions entre communautés arménienne et turque s'intensifient. En réaction au blocage d'un péage d'autoroute par des manifestants pro-arméniens, des expéditions punitives sont menées par des activistes turcs armés à Décines-Charpieu, aux cris de « Allahou Akbar ! ». Des graffitis sont tagués sur la façade du Centre national de la mémoire arménienne de la commune (« Loups gris ») et du mémorial du génocide (« Nique l'Arménie »). Par la suite, le gouvernement français dissout sur son territoire le mouvement paramilitaire des Loups gris, l'organisation de jeunesse d'un partenaire de coalition du président Erdogan en Turquie ; cette décision est critiquée par le ministère des Affaires étrangères turc. Elle ne risque cependant pas d'atténuer l'influence de l'AKP, le parti d'Erdogan, sur la diaspora, la Turquie contrôlant (légalement) de nombreuses mosquées sur le territoire français.

## Organisations
Les organisations communautaires arméniennes en France sont très nombreuses sur le plan religieux, culturel, social, sportif et politique.
Chacune des trois Églises arméniennes dispose de sa propre organisation, trois diocèses (Lyon, Marseille, Paris) dépendant du diocèse arménien de France (apostolique, dépendant du catholicossat de tous les Arméniens), l'éparchie Sainte-Croix-de-Paris des Arméniens (catholique) et l'Union des Églises évangéliques arméniennes de France (protestante).
Dans les communes à forte implantation arménienne, on compte des associations à vocation culturelle comme la Maison de la culture arménienne de Décines (près de Lyon) ou la radio AYP FM (région parisienne), sociale comme la Maison des étudiants arméniens à Paris, sportive comme l'Union de la jeunesse arménienne d'Alfortville et l'Union Sportive de la Jeunesse d'Origine Arménienne de Valence (clubs de football), ou catégorielle comme l'Association nationale des anciens combattants et résistants arméniens ou l'Association des gays et lesbiennes arméniens de France.
Les équivalents arméniens les plus proches du Conseil représentatif des institutions juives de France (CRIF), du Conseil représentatif des Français d'outre-mer (CREFOM), qui a pris la suite du Collectifdom, ou du Conseil représentatif des associations asiatiques sont le Forum des associations arméniennes de France, créé en 1991, et le Conseil de coordination des organisations arméniennes de France, nouvelle dénomination en 2001 du « Comité du 24 avril »,. Le Comité de défense de la cause arménienne (CDCA), créé en 1965, milite principalement pour la reconnaissance du génocide et la lutte contre le négationnisme.

## Médias
La communauté arménienne de France publie un certain nombre de périodiques. Ceux-ci sont principalement écrits en arménien au XXe siècle mais ils sont peu nombreux aujourd'hui, avec la perte du nombre de locuteurs. Ainsi, persiste une publication en langue arménienne, Nor Haratch, publiée à partir de 2009 et dont la volonté est de prendre le relai de Haratch, fondé en 1925 à Paris par Chavarche Missakian et tenu jusqu'en 2009 par sa fille Arpik Missakian.
Les autres principaux périodiques sont principalement rédigés en français, comme Nouvelles d'Arménie Magazine ou France Arménie.
Depuis avril 2018, un hebdomadaire des activités arméniennes a été fondé sous le nom Armenopole.
Il existe aussi des stations de radio, à l'image d'AYP FM diffusant en français et en arménien sur la région parisienne.

## Reconnaissance du génocide arménien
En 2001, le Parlement français vote une loi reconnaissant le génocide arménien. En 2006, une proposition de loi est adoptée par l'Assemblée nationale, qui vise à rendre sa négation punissable de cinq ans de prison et de 45 000 euros d'amende. Le 4 mai 2011, une exception d'irrecevabilité à la proposition de loi, est présentée au Sénat par Jean-Jacques Hyest et est adoptée, : cela implique que la proposition de loi ne sera pas, elle-même, soumise au vote au Sénat.
Le 22 décembre 2011, l'Assemblée nationale vote une nouvelle proposition de loi condamnant la négation d'un génocide, y compris celui des Arméniens, et prévoyant une peine d'emprisonnement d'un an et 45 000 euros d'amende. Cette proposition de loi est adoptée à son tour par le Sénat le 23 janvier 2012. Elle est néanmoins jugée contraire à la constitution par le Conseil constitutionnel le 28 février 2012.
Depuis 2019, le décret n° 2019-291 rend officielle la commémoration du génocide arménien de 1915 en France.

## Personnalités notables[24]

### Cinéma
- Alice Sapritch (1916-1990), actrice (née en Turquie)[25],[24]
- Henri Verneuil (1920-2002), réalisateur (né en Turquie)[26],[24]
- Rosy Varte (1923-2012), comédienne (née en Turquie)
- Isabelle Sadoyan (1928-2017), actrice
- Catherine Robbe-Grillet (née en 1930), actrice
- Francis Veber (né en 1937), réalisateur (mère arménienne)[27],[28]
- Alain Terzian (né en 1949), producteur
- Alain Berberian (1953-2017), réalisateur
- Robert Guédiguian (né en 1953), réalisateur, scénariste, producteur
- Serge Avédikian (né en 1955), acteur de cinéma et de théâtre, réalisateur (né en Arménie)[29]
- Raffy Shart (né en 1957), réalisateur et musicien
- Vardan Petrosyan (né en 1959), acteur (né en Arménie)[30]
- Pascal Légitimus (né en 1959), humoriste (mère arménienne)[31],[24]
- Simon Abkarian (né en 1962), acteur[32],[24]
- Nadia Farès (née en 1968 d’une mère arménienne), actrice
- Michael Vartan (né en 1968), acteur
- Julien Cazarre (né en 1974), humoriste (mère arménienne)[33]
- Mathieu Madénian (né en 1976), humoriste, acteur et chroniqueur

### Littérature, théâtre, journalisme
- Méroujan Barsamian (1883-1944), écrivain
- Daniel Bilalian (né en 1947)[24]
- Nigoghos Sarafian (1902-1972), écrivain
- Armen Lubin (1903-1974), écrivain
- Arthur Adamov (1908-1970), dramaturge (né en Russie)[34]
- Louisa Aslanian (1906-1945), écrivaine, poète, résistante, communiste
- Henri Troyat (1911-2007), écrivain[35],[24]
- Vahé Katcha (1928-2003), écrivain, scénariste, journaliste
- Jean-Claude Kebabdjian (né en 1942), éditorialiste et journaliste, fondateur et directeur du Centre de Recherches sur la Diaspora Arménienne
- Aram Kebabdjian (né en 1978), écrivain, dramaturge, photographe
- Léa Salamé (née en 1979), journaliste[24] (mère d'origine arménienne)
- Valérie Toranian (née en 1962), journaliste[24]

### Musique

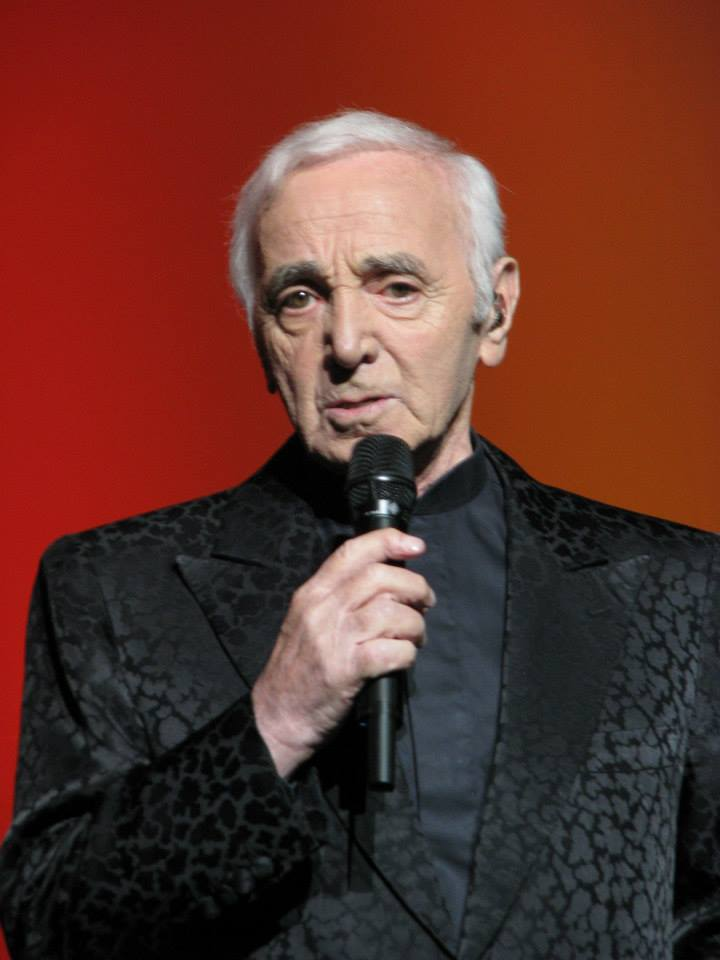
Charles Aznavour.

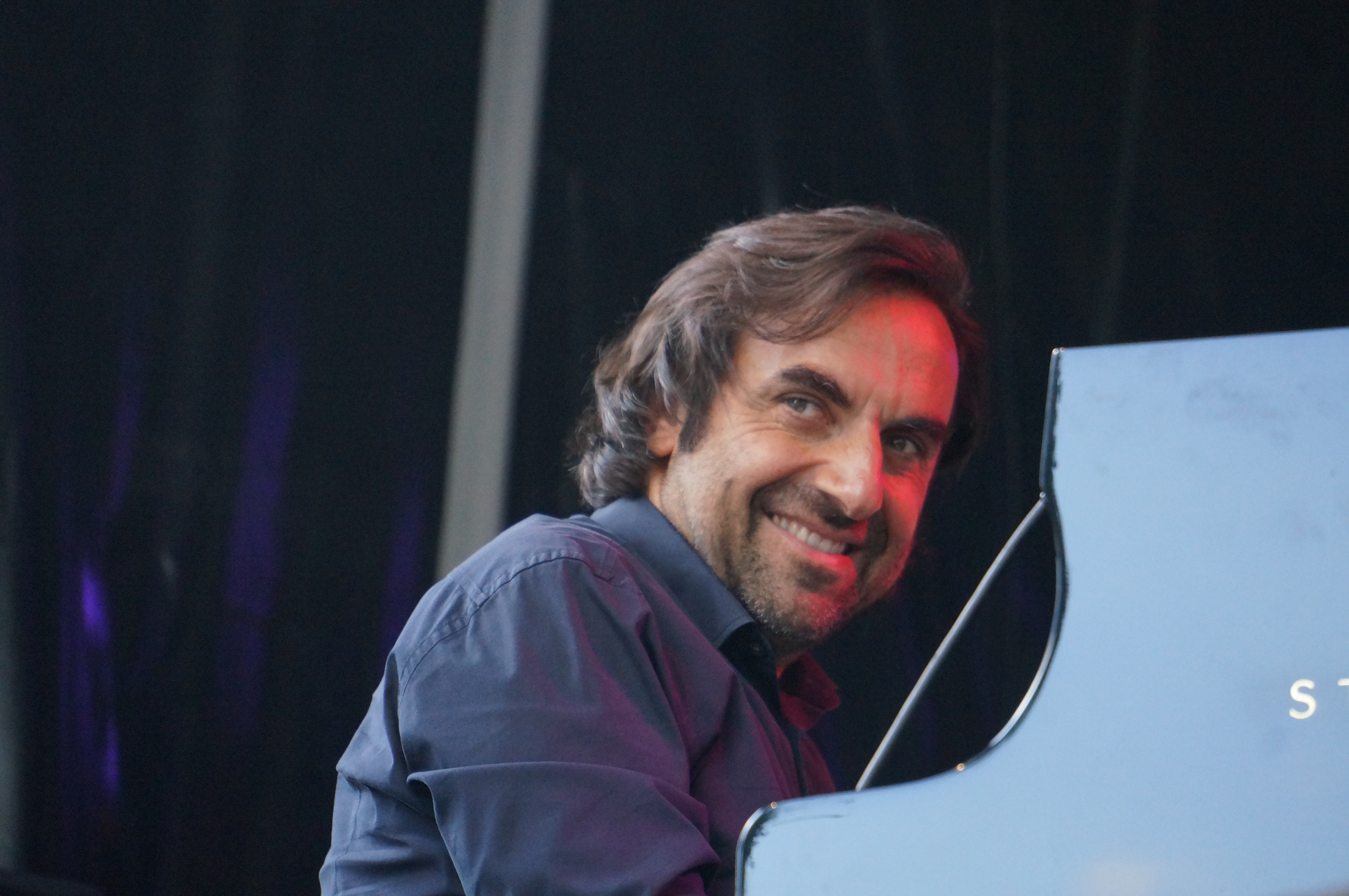
André Manoukian.

- Jacques Hélian (1912-1986), compositeur, arranger, chef d'orchestre de music-hall (père arménien)[36]
- Rosy Armen (née en 1939), chanteuse
- Charles Aznavour (1924-2018), chanteur[37],[24]
- Marc Aryan (1926-1985), chanteur, compositeur, producteur
- Jacqueline Baghdasaryan, chanteuse du groupe Ladaniva[38]
- Michel Legrand (1932-2019), compositeur (mère arménienne)[39],[24]
- Georges Garvarentz (1932-1993), compositeur[40]
- Lévon Sayan (né en 1934), impresario, producteur, ténor lyrique
- Danyel Gérard (né en 1939), chanteur (père arménien)[41]
- Sylvie Vartan (née en 1944), chanteuse (père arménien)[42],[24]
- François Kevorkian (né en 1954), producteur de musique, DJ
- André Manoukian (né en 1957), auteur-compositeur, musicien[43],[24]
- Nariné Simonian (née en 1965), organiste, pianiste, directrice musicale et productrice d’opéra
- Patrick Fiori (né en 1969), chanteur (père arménien)[44]
- Hélène Ségara (née en 1971), chanteuse (mère arménienne)[45],[24]
- Alexis HK (né en 1974), chanteur
- Alain Altinoglu (né en 1975), chef d'orchestre[46]
- Anna Kasyan (né en 1981), chanteuse d'opéra, soprano (née en Géorgie)
- Liz Sarian, chanteuse
- Kemar Gulbenkian, chanteur du groupe rock No One Is Innocent
- Astrig Siranossian, violoncelliste
- Shoushane Siranossian, violoniste

### Art
- Edgar Chahine (1874-1947), peintre
- Melkon Kebabdjian (1889-1949), peintre, illustrateur
- Léon Tutundjian (1905-1968), peintre
- Jean Carzou (1907-2000), peintre (né en Syrie)[47]
- Jean Jansem (1920-2013), peintre
- Edmond Kirazian dit Kiraz (1923-2020), dessinateur des Parisiennes[24]
- Lévon Aradian dit SIR L. (1932-2019), peintre, dessinateur, pastelliste
- Jean Kazandjian (1938-), peintre
- Melik Ohanian (né en 1969), peintre

### Politique
- Arpiar Aslanian (1895-1945), militant communiste et résistant durant la Seconde Guerre mondiale
- Missak Manouchian (1906-1944), poète, militant communiste et héros de la résistance durant la Seconde Guerre mondiale[48]
- Léon Hovnanian (1920-2010), homme politique, député de Seine-et-Oise (1956-1958)
- Édouard Balladur (né en 1929), homme politique, ancien premier ministre, candidat à l'élection présidentielle de 1995[49],[50]
- Patrick Devedjian (1944-2020), homme politique, maire d'Antony, ministre[51],[52],[24]
- Jeanne Barseghian (1980), femme politique, maire de Strasbourg depuis 2020[53]
- Astrid Panosyan-Bouvet (1971), femme politique, députée, ministre
- Guillaume Kasbarian (1987), homme politique, député, ministre

### Sport
- Armand Mikaelian (1949-2015), poloïste français, recordman français, de sélection en sport collectif (450)
- Bernard Tchoullouyan (1953-2019), judoka français, champion du monde en 1981
- Alain Prost (né en 1955), pilote de course, quatre fois champion du monde de Formule 1 (mère arménienne)[54],[55],[24]
- Éric Assadourian (né en 1966), footballeur
- Frédéric Torossian (né en 1966), rugbyman
- Youri Djorkaeff (né en 1968), footballeur (mère arménienne)[56],[57],[24]
- Alain Boghossian (né en 1970), footballeur (père arménien)[57]
- Nicolas Minassian (né en 1973), pilote de course
- Gaël Andonian (né en 1995), footballeur
- Arsen Goulamirian (né en 1987), boxeur

### Divers

#### Science
- Vazken Andréassian (1903-1995), ingénieur aéronautique
- Agop Terzan (1927-2020), astronome

#### Business
- Stephane Kélian, créateur de chaussures[24]
- Serge Tchuruk (né en 1937), ancien PDG d'Alcatel[58],[24]
- Alain Manoukian (né en 1946), couturier[24]
- Melkoum et Mouchegh Petrossian, fondateurs, et Armen Petrossian, dirigeant actuel, de l'entreprise Petrossian[24]
- Alain Mikli (né Alain Miklitarian en 1955 en Arménie), designer de lunettes et d'accessoires
- Michel Mossessian[59] (né en 1959), architecte
- Rafi Haladjian (né en 1961), entrepreneur
- Francis Kurkdjian (né en 1969), concepteur de parfums[60],[24] ayant collaboré avec Yves Saint Laurent, Jean Paul Gaultier, Versace, etc.
- Paul-Louis Arslanian (né en 1944), directeur du Bureau d'enquêtes et d'analyses pour la sécurité de l'aviation civile

#### Autres domaines
- Anita Conti (1899-1997, née Caracotchian), exploratrice et photographe, première océanographe française[24]
- Gérard Chaliand (né en 1934), géostratège[24]
- Véronique Nichanian (née en 1954), styliste et directrice artistique du prêt-à-porter homme de la maison Hermès depuis 1988
- Élise Boghossian, fondatrice de l'ONG EliseCare[61]